# 天主教德卢斯教区
天主教德盧斯教區（拉丁語：Dioecesis Duluthensis）是美國一個羅馬天主教教區，屬聖保祿及明尼波利斯總教區。教區於1889年10月3日成立。
教區管轄明尼蘇達州東北部，教座位於德盧斯。教區於2006年時有72,600名教友（佔轄區總人口16.6%）、93個堂區和80名司鐸。現任教區主教為彌額爾·穆洛伊。